# Un amour pas comme les autres (film, 1954)
Pour les articles homonymes, voir Un amour pas comme les autres.
Pour plus de détails, voir Fiche technique et Distribution.
Un amour pas comme les autres (titre original : Young at Heart) est un film américain de Gordon Douglas, sorti en 1954.

## Fiche technique
- Titre : Un amour pas comme les autres
- Titre original : Young at Heart
- Réalisation : Gordon Douglas
- Scénario : Julius J. Epstein et Lenore J. Coffee d'après une histoire de Fannie Hurst
- Adaptation : Liam O'Brien (en)
- Production  : Henry Blanke
- Société de production : Arwin Productions
- Musique : Ray Heindorf (non crédité)
- Musicien piano : Bill Miller et André Previn
- Photographie : Ted D. McCord
- Montage : William H. Ziegler
- Direction artistique : John Beckman
- Décorateur de plateau : William Wallace
- Costumes : Howard Shoup
- Société de distribution : Warner Bros. Pictures
- Langue : anglais
- Pays de production : États-Unis
- Format : Couleur - Son : Mono (RCA Sound Recording)
- Genre : Film musical
- Durée : 117 minutes
- Dates de sortie :
  - États-Unis : décembre 1954
  - États-Unis : 20 janvier 1955 (New York)

## Distribution
- Doris Day : Laurie Tuttle
- Frank Sinatra : Barney Sloan
- Gig Young : Alex Burke
- Ethel Barrymore : Tante Jessie Tuttle
- Dorothy Malone : Fran Tuttle
- Robert Keith : Gregory Tuttle
- Elisabeth Fraser : Amy Tuttle
- Alan Hale Jr. : Robert Neary
- Lonny Chapman : Ernest Nichols
- Frank Ferguson : Bartell

## Origine du titre
Le titre original du film vient de la chanson de 1953 Young at Heart interprétée par Frank Sinatra, et qui apparaît au générique de fin.